# 9069 Hovland
9069 Hovland eller 1993 OV är en asteroid i huvudbältet som upptäcktes 16 juli 1993 av den amerikanske astronomen Eleanor F. Helin vid Palomar-observatoriet. Den är uppkallad efter Larry E. Hovland.
Den tillhör asteroidgruppen Hungaria.